# Sina (zangeres)
Sina, artiestennaam van Ursula Bellwald (Visp, 28 mei 1966) is een uit Gampel afkomstige Zwitsers zangeres die popliedjes in het Zwitserduits (Schwyzerdütsch) zingt. Ze is in Nederland het meest bekend om het liedje Wänn nit jetzt wänn dä.

## Biografie
Sina's moeder stierf toen Sina slechts zes jaar oud was. In de jaren '70 kreeg zij haar eerste muzikale ervaring in een kinder-, jeugd- en gospelkoor. Daarnaast kreeg zij gitaarles. In de jaren '80 volgde zij een opleiding tot bankmedewerkster.
Sina's eerste muzikale successen stamden uit 1983. Haar eerste succesnummer was de eerste plaats bij het Oberwalliser Schlagerfestival met het nummer The House of the Rising Sun, waarna concerten in zowel binnen- als buitenland en een hoofdrol in de musicals Annie Get Your Gun en Jesus Christ Superstar volgden. In diezelfde tijd volgde Sina in Zürich vier jaar individueel onderwijs in klassieke muziek, drie jaar les op de jazzschool en drie jaar individueel onderwijs in pop-, rock- en improvisatiemuziek. Verder bezocht zij meerdere pop- en rockworkshops in binnen- en buitenland.
Tussen 1993 en 1996 was zij radiopresentator bij Schweizer Radio DRS. In 1994 verscheen onder de titel Sina haar eerste dialectalbum, dat 23 weken in de Zwitserse hitlijsten bleef staan en zowel de gouden als de platinastatus behaalde. Hierna volgde een uitgebreide tournee door Zwitserland.
In 1995 verscheen haar tweede album, Wiiblich, dat een week op de eerste plaats in de Zwitserse hitlijsten stond en uiteindelijk twaalf weken in deze lijsten vertoefde. Ook van dit album werden genoeg exemplaren verkocht om het "goud" en "platina" te laten worden. De bijbehorende Wiiblich-tournee omvatte ongeveer zeventig concerten. Voor haar bijdrage aan de popmuziek in 1995 kreeg zij de Prix Walo, een prijs van de Zwitserse showbusiness.
In 1997 verscheen het album Häx odär heilig, dat de top tien in de hitlijsten haalde en waarna Sina opnieuw een jaar door haar geboorteland toerde. In datzelfde jaar bracht Sina onder de titel Sina een album uit in Duitsland, dat echter geen succes had.
Haar vierde album, dat kortweg 4 heette, kwam uit in 1999 en behaalde opnieuw de top tien van de Zwitserse hitparade. Hierna volgde tachtig concerten in Zwitserland, waarvan het optreden op het Berner Gurtenfestival het hoogtepunt vormde. In 1999 nam zij twee duetten op met een van haar collega's, de dialectzanger Polo Hofer, Där Papa isch äs Chorbi gsi en Wenn es nötig wär. In hetzelfde jaar werd een cross-overproject gevormd met Oberwalliser Spillit, die volksmuziek spelen.
In 2000 volgden nog een dergelijke cross-overproject, dit keer met de Zwitserse jazzband The Alpine Experience. Het nummer Puppiliächt met Sina en de Bulgaarse stemmen verscheen op het verzamelalbum Atlas, een project van de filmcomponist Alex Kirschner. Op 13 oktober 2000 kreeg Sina de erkenningsprijs SUISA. In een van de meest gerenommeerde theaters van Duitsland, het Schauspielhaus Bochum werkte ze aan het stuk Helges Leben van Sibylle Berg, waar ze samen met de Zwitserse zangeres Erika Stucky de muzikale begeleiding voor haar rekening nam. Gedurende meerdere maanden speelde zij de rol "Vrouwe Dood", waar Stucky "Vrouwe God" speelde. Voor het muzikale jaar 2000 kreeg Sina opnieuw een Prix Walo uitgereikt. Haar volgende album heette Marzipan, kwam van niets binnen op twee in de albumhitlijsten en verkreeg de gouden status. Tussen augustus en december gaf zij veertig concerten.
Voor het openingsfeest van Expo.02 in Biel componeerde zij muziek samen met haar latere echtgenoot Markus Kühne. Bij dit openingsfeest vervulde ze de rol van de zwarte panter. In juni 2002 werd het verzamelalbum Bescht of Sina uitgebracht, waarna concerten tot september volgden. Zij deed aan een cultuurruil met een Chinese band en trad in september ook op in China. Bij de Davoser Musiktage werkte ze bij een concert samen met een Roemeense Romaband.
In 2003 verscheen Toluheischis Vorläbu en er volgden concerten in binnen- en buitenland samen met Erika Stucky. Met haar nam zij de duetproductie Goldgigi Öigä op. Ook in het jaar daarop trad Sina in Zwitserland veelvuldig met Stucky op. In 2004 trad zij in het huwelijk met Markus Kühne.
In 2005 verscheen het zevende album van Sina, All:Tag, waarna opnieuw een jaar durende tournee door Zwitserland volgde. In hetzelfde jaar schreef zij voor de Zwitsers-Oostenrijkse film Snow White het lied Mein wunderschönes Leben. In 2007 werkte ze mee op de CD Buebetröim van het Swiss Jazz Orchestra. Vele concerten met dit orkest volgden. Ook werkte ze mee aan de film Heimatklänge van Stefan Schwietert.
Haar album In Wolkä fische verscheen in 2008 en beklom de Zwitserse hitparade tot de tweede plaats en werd "goud". Als eerste single van het album werd Wänn nit jetzt wänn dä uitgebracht, later Hinnär diär. Het Nederlandse televisieprogramma EK Studio Sportzomer gebruikte het nummer Wänn nit jetzt wänn dä gedurende het Europees kampioenschap voetbal 2008 als openingstune van het programma. Als gevolg van het succes hiervan, werd het album In Wolkä fische in Nederland door PIAS uitgebracht.

## Discografie

### Albums
- Sina (1994)
- Wiiblich (1995)
- Häx odär Heilig (1997)
- 4 (1999)
- Marzipan (2001)
- Bescht of (2002)
- All:Tag (2005)
- In Wolkä Fische (2008)
- Ich Schwöru (2010)
- Duette (2013)
- Tiger & Reh (2015)
- Emma (2019

### Singles
- Immär und ewig (1997)
- Där Papa isch äs Chorbi gsi (1999, samen met Polo Hofer])
- Nix värbii (1999)
- Propäller (2001)
- Alperose (2007, samen met Polo Hofer, Sandee en Kandlbauer)
- Wänn nit jetzt wänn dä (2008)
- Hinnär diär (2008)
- Ich schwöru (2010, met Büne Huber)
- Wa du bisch (2013, met Marc Sway)

- Gemeinsame Normdatei: 1033771031
- International Standard Name Identifier: 0000 0004 3984 7751
- MusicBrainz: d00c2a70-d0ea-4c9a-a565-7efd91d37878
- Virtual International Authority File: 299799475
- WorldCat: E39PCjDRF4HhbdJfkRKTdvWqwC